# La gata (telenovela de 1970)
La gata es una telenovela mexicana, dirigida por Antulio Jiménez Pons y producida por Valentin Pimstein para Teleprogramas Acapulco, S.A. (perteneciente a Telesistema Mexicano, hoy Televisa) en 1970. 
Fue protagonizada por María Rivas y Juan Ferrara, acompañados por Magda Guzmán, Antonio Raxel, Emma Roldán, Carlos Cámara y Norma Lazareno, entre otros.

## Sinopsis
Esta telenovela cuenta la historia de "La Gata", una joven pordiosera sucia y salvaje que crece en un barrio marginal. La Gata, de nombre real Renata Santa Cruz, a quien Doña Rita una anciana que se hizo cargo de la niña la maltrataba y la obligaba a pedir limosna, le cambia el nombre por el de Esmeralda Cruz, no se imagina que es la hija perdida de Don Fernando Santa Cruz, un caballero aristócrata español, y de una cupletista, Blanquita. Aun en su miseria, La Gata es feliz con la compañía de sus amigos, siendo la Jarocha, el pizzero (el Italiano) y Pablo Martínez Negrete, un muchacho rico, sus compañeros de toda la vida. Pero será este último el que despierte el sentimiento del verdadero amor en la Gata.
El tiempo pasa, y la Gata crece y se convierte en una hermosa mujer, y tanto Pablo como El Italiano se enamoran de ella. Esmeralda y Pablo se casan en secreto antes de que él se marche a estudiar en el extranjero. Sin embargo, los padres del muchacho disuelven el matrimonio sin importarle que ella esté embarazada. Ambos intrigan para que Pablo se olvide de La Gata y se case con Mónica, una muchacha muy rica y sofisticada. Esmeralda dará a luz a dos hermosos mellizos y pasará penurias, pero muchas sorpresas esperarán a la esforzada muchacha, incluyendo el triunfo del amor por sobre todas las adversidades.

## Elenco
- María Rivas - Renata Santa Cruz, "La Gata" / Blanquita Denueve
- Juan Ferrara - Pablo Martínez Negrete
- Magda Guzmán - Leticia, "La Jarocha"
- José Gálvez - Agustín Martínez Negrete
- Ofelia Guilmáin - Lorenza de Martínez Negrete
- Antonio Raxel - Fernando Santa Cruz, "El Silencioso"
- Sergio Bustamante - Mariano Martínez Negrete
- Emma Roldán - Doña Tila
- Norma Lazareno - Mónica
- Carlos Cámara - Tilico / Juan Garza
- Antonio Medellín - Damián Reyes
- Josefina Escobedo - Doña Mercedes
- Eduardo Alcaraz - El Francés
- Héctor Bonilla - Paris
- María Douglas - Amalia
- Daniel "Chino" Herrera - Don Chichilo
- Emilia Carranza - Bertina
- Magda Haller - Eugenia
- Irma Lozano - Vickie Suárez
- Antonio Bravo - Alfredo Suárez
- Jorge del Campo - Pepe "El Gorras"
- José Carlos Ruiz - Lupe
- Martha Vázquez - Renata (niña)
- Fernando Borges - Tilico (adolescente)
- Juan Antonio Edwards - Mariano (niño)
- Enrique del Castillo - Socio de Agustín